# Gianna Spagnulo
Gianna Spagnulo, all'anagrafe Giovanna Spagnulo (Verona, 23 gennaio 1940 – Roma, 10 agosto 2017), è stata una cantante italiana, nota anche come Gianna, Jovanka, Gianna Spagnuolo e Gianna Spagnolo.

## Biografia
Inizia l'attività come solista, incidendo alcuni 45 giri prima per piccole etichette romane usando lo pseudonimo Jovanka e poi per la Combo Record e la MRC, tra cui nel 1965 Tango svizzero/Cocaina, in cui il brano sul lato B, scritto da Walter Malgoni per la musica e da Gustavo Palazio per il testo, affrontava il tema della droga, e nel 1965 un brano scritto per lei da Giorgio Gaber e Leo Chiosso, Divorzio alla milanese.
Entra poi nel gruppo vocale I Cantori Moderni di Alessandroni, diventando voce solista di brani, spesso leitmotiv, in alcune colonne sonore tra gli anni sessanta e ottanta, soprattutto parti cantate nelle edizioni italiane di film Disney. È stata voce solista di colonne sonore composte da Ennio Morricone e Bruno Nicolai.

## Discografia come solista

### Singoli
- 1961 - Arrivederci Roma/In carrozzella (Dischi Licinium, 237 - Inciso come Jovanka e i Romani de Roma)
- 1962 - Marilena/Parlami (NBC Record, JI 500.001 - Inciso come Jovanka)
- 1962 - M'hanno aggiustato la chitarrina/Stornelli boccacceschi (Ribalta, APS 19355 - Inciso come Jovanka; lato B cantato da Luca Doria)
- 1963 - Bocce e barbera/La ballata dell'impiccato (Combo Record, 320 - Inciso come Gianna)
- 1963 - La vendemmia dell'amore/Un giorno (Combo Record, 391 - Inciso come Gianna)
- 1963 - Mamma, dammi cento lire/Pensavi a un altro (Combo Record, 392 - Inciso come Gianna)
- 1964 - Chi ti ha dato la patente?/Faccia da ligera (Combo Record, 481 - Inciso come Gianna)
- 1964 - Vademecum tango/Il marito è quella cosa (Combo Record, 5803 - Inciso come Gianna)
- 1965 - Divorzio alla milanese/Un tango si spera (MRC, A 214 - Inciso come Gianna)
- 1965 - Tango svizzero/Cocaina (MRC, A 223 - Inciso come Gianna)
- 1966 - Il contadino in città/Cara mamma (N.D.N. Record, NDN 009 - Inciso come Gianna)
- 1969 - Casatschok/Che freddo fa (Diskos, NDK 0021 - Inciso come Gianna; pubblicato in Jugoslavia)
- 1977 - Domani è un altro giorno/C'è chi veglia su di te (Disneyland, DD 51 - Inciso come Gianna Spagnulo)

## Filmografia come voce solista
- Navajo Joe, regia di Sergio Corbucci (1966)
- Wanted Johnny Texas, regia di Emimmo Salvi (1967)
- Armiamoci e partite!, regia di Nando Cicero (1971)
- Gli Aristogatti, regia di Wolfgang Reitherman (1970) – edizione italiana
- Pomi d'ottone e manici di scopa, regia di Robert Stevenson (1971) – edizione italiana
- Lucky Luke, regia di René Goscinny (1971) – edizione italiana d'epoca
- Biancaneve e i sette nani, regia di David Hand (1937) – edizione italiana 1972
- Le avventure di Alice nel Paese delle Meraviglie, regia di William Sterling (1972) – edizione italiana
- La meravigliosa, stupenda storia di Carlotta e del porcellino Wilbur, regia di Charles A. Nichols e Iwao Takamoto – edizione italiana
- Robin Hood, regia di Wolfgang Reitherman (1973) – edizione italiana
- Le avventure di Alice nel Paese delle Meraviglie, regia di William Sterling – edizione italiana
- Mosè, regia di Gianfranco De Bosio – miniserie TV (1974)
- Il giardino della felicità, regia di George Cukor (1976) – edizione italiana
- La scarpetta e la rosa, regia di Bryan Forbes (1976) – edizione italiana
- Le avventure di Bianca e Bernie, regia di Wolfgang Reitherman, John Lounsbery e Art Stevens (1977) – edizione italiana
- La Sirenetta - La più bella favola di Andersen, regia di Tomoharu Katsumata (1975) – edizione italiana d'epoca
- Camminacammina, regia di Ermanno Olmi (1983)
- Le avventure di Peter Pan, regia di Hamilton Luske, Clyde Geronimi e Wilfred Jackson (1953) – edizione italiana 1986